# Molgula oculata
Molgula oculata är en sjöpungsart som beskrevs av Forbes in Forbes och Sylvanus Charles Thorp Hanley 1848. Molgula oculata ingår i släktet Molgula och familjen kulsjöpungar. Inga underarter finns listade i Catalogue of Life.